# Taza-Al Hoceïma-Taounate
Taza-Al Hoceïma-Taounate was tot 2015 een regio in Marokko. De hoofdstad was Al Hoceima. De regio ligt in het Rifgebergte en grenst met de klok mee aan de Middellandse Zee, en de regio's Oriental, Meknès-Tafilalet, Fès-Boulemane, Gharb-Chrarda-Béni Hsen en Tanger-Tétouan. De regio had een oppervlakte van 24.155 km² en telde 1.807.113 inwoners (2004).
In 2009 werd de provincie Taza in twee gesplitst, het westelijk deel bleef Taza. Het oostelijk deel van het voormalige Taza werd de nieuwe provincie Guercif.
De regio bestond van 2009 tot 2015 dus uit vier provincies:
- Al Hoceïma
- Guercif
- Taounate
- Taza

Naast Al Hoceima, zijn er andere grotere plaatsen in Taza-Al Hoceïma-Taounate:
- Beni Bouayach
- Beni Frassen
- Bouhouda
- Guercif
- Imzouren
- Taounate
- Taza
- Tahla

In 2015 gingen de provincies van de voormalige regio op in drie andere, nieuwe regio's: Al Hoceïma in Tanger-Tétouan-Al Hoceïma, Guercif in L'Oriental en Taounate en Taza in Fès-Meknès.
Huidige regio's: Béni Mellal-Khénifra · Casablanca-Settat · Dakhla-Oued Eddahab · Drâa-Tafilalet · Fès-Meknès · Guelmim-Oued Noun · Laâyoune-Sakia El Hamra ·  Marrakech-Safi · Oriental · Rabat-Salé-Kénitra · Souss-Massa · Tanger-Tétouan-Al Hoceïma

Oude regio's voor 2015: Chaouia-Ouardigha · Doukala-Abda · Fez-Boulmane · Gharb-Chrarda-Béni Hsen · Grand Casablanca · Guelmim-Es Semara · Laâyoune-Boujdour · Marrakech-Tensift-Al Haouz · Meknès-Tafilalet · Oriental · Oued ed Dahab-Lagouira · Rabat-Salé-Zemmour-Zaer · Souss-Massa-Daraâ · Tadla-Azilal · Tanger-Tétouan · Taza-Al Hoceïma-Taounate